# Довіряй ділам
«Довіряй ділам» — українська політична партія, офіційно створена 2 червня 2019 році, де-факто — у 2015 році. Головою партії є міський голова Одеси Геннадій Труханов.

## Історія
Партія з'явилася у 2015 році після закінчення місцевих виборів в Україні та формування фракцій в Одеській міській раді. Партію сформували в основному колишні члени «Партії регіонів», які були націлені на підтримку міського голови Одеси Геннадія Труханова.

### Позачергові вибори до Верховної Ради України 2019 року

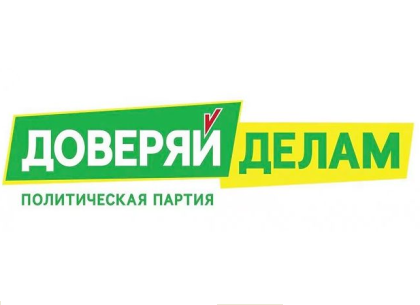
Логотип партії на парламентських виборах 2019 року.

У травні 2019 року партію анонсували мери Одеси і Харкова Геннадій Кернес і Геннадій Труханов, оголосивши про об'єднання перед Парламентськими виборами в Україні 2019 і створення Партії мерів. Багато хто пов'язував партію з українським олігархом Ігорем Коломойським, чого той сам не відкидав. Кернес у своєму інтерв'ю після анонсування партії заперечив ці чутки, заявивши про те, що партію ніхто не консультував, і що ніяких зв'язків з Коломойським партія не підтримує.
7 червня 2019 року партії «Відродження», «Партія миру та розвитку», «Наші» та «Довіряй ділам» об'єдналися з «Опозиційним блоком» і пішли на парламентські вибори за списками останнього. На виборах «Опозиційний блок» здобув 3,3 % голосів і не зміг пройти до Верховної Ради IX скликання.

### Місцеві вибори 2020 року
У червні 2020 року Геннадій Кернес заявив, що йде на місцеві вибори разом зі своєю політичною силою «Блок Кернеса — Успішний Харків», на коментарі чому він не пішов на вибори разом з «Довіряй ділам» або «Опозиційним блоком» він заявив, що не має до цих політичних сил ніякого відношення.
У вересні 2020 року пройшов з'їзд партії «Довіряй Ділам», на якому було заявлено про участь у місцевих виборах в Одеській області та висунення кандидатом на посаду міського голови Одеси Геннадія Труханова. За результатами виборів Труханов переміг в першому турі голосування з результатом 34,40 %, а його найближчим суперником став екс-голова одеської ОДА, кандидат від ОПЗЖ Микола Скорик з результатом 17,93 %. Партія «Довіряй ділам» здобула 23,77 % до міської ради Одеси, а до обласної ради — 10,62 %, посівши третє місце.

## Ідеологія
Офіційною ідеологією партії є проведення в Україні глибокої децентралізації та надання місцевим громадам широких повноважень.

### Проросійський вектор партії
Згідно багатьох не офіційних джерел керівник партії Геннадій Труханов має російське громадянство. Партію в основному сформували колишні члени проросійської «Партії регіонів». Член партії, мер Покровська Руслан Требушкін намагався призначити чинного чиновника з окупованих Росією ОРДЛО, завадило призначенню СБУ та розголос у ЗМІ.